# صانع الفساتين
صانع الفساتين هو فيلم كوميدي تم إنتاجه في أستراليا وصدر في سنة 2015. الفيلم من إخراج جوسلين مورهاوس من بطولة كيت وينسليت وليام هيمسورث وهوغو ويفنغ.

## الميزانية والإيرادات
بلغت تكلفة إنتاج الفيلم حوالي 11.93 مليون دولار بينما حقق إيرادات تقدر بـ 21.08 مليون دولار.

## قصة الفيلم
يحكي الفيلم قصة مصممة أزياء راقية تعود إلى بلدتها الصغيرة في ريف أستراليا حاملة معها ماكينة خياطة لتقوم بتغيير مظهر نساء بلدتها وتنتقم ممن أساؤوا لها.

## وصلات خارجية
- صانع الفساتين على موقع IMDb (الإنجليزية)
- صانع الفساتين على موقع ميتاكريتيك (الإنجليزية)
- صانع الفساتين على موقع روتن توميتوز (الإنجليزية)
- صانع الفساتين على موقع نتفليكس (الإنجليزية)
- صانع الفساتين على موقع قاعدة بيانات الأفلام العربية
- صانع الفساتين على موقع ألو سيني (الفرنسية)
- صانع الفساتين على موقع Turner Classic Movies (الإنجليزية)
- صانع الفساتين على موقع أول موفي (الإنجليزية)
- صانع الفساتين على موقع بوكس أوفيس موجو (الإنجليزية)
- صانع الفساتين على موقع فيلمافينيتي (الإسبانية)